# Radical 108
Le radical 108, qui signifie plat, est un des 23 des 214 radicaux chinois répertoriés dans le dictionnaire de Kangxi composés de cinq traits.
Le caractère Unicode de 皿 est 76BF.

## Caractères avec le radical 108
| nombre de traits          | caractères                    |
| ------------------------- | ----------------------------- |
| Sans trait supplémentaire | 皿                            |
| 2 traits supplémentaires  | 盀 盁                         |
| 3 traits supplémentaires  | 盂                            |
| 4 traits supplémentaires  | 盃 盄 盅 盆 盇 盈             |
| 5 traits supplémentaires  | 盉 益 盋 盌 盍 盎 盏 盐 监    |
| 6 traits supplémentaires  | 盒 盓 盔 盕 盖 盗 盘 盙 盚 盛 |
| 7 traits supplémentaires  | 盜                            |
| 8 traits supplémentaires  | 盝 盞 盟                      |
| 9 traits supplémentaires  | 盠 盡 盢 監                   |
| 10 traits supplémentaires | 盤                            |
| 11 traits supplémentaires | 盥 盦 盧                      |
| 12 traits supplémentaires | 盨 盩 盪                      |
| 13 traits supplémentaires | 盫 盬                         |
| 15 traits supplémentaires | 盭                            |
| 16 traits supplémentaires | 蘯                            |